# Christian Fedder
Christian Fedder, född 1667 i Visby, död 1724 i Visby, var en svensk snickare och träsnidare.
Han var son till borgaren i Visby Christian Fedder och hans hustru Elline och från 1694 gift med Anna Påvelsdotter Enequist. Fedder räknas till den mest betydande träsnidaren på Gotland under 1700-talets början. Hans arbeten utgår från Visby domkyrkas predikstol som tillverkades i Lübeck på 1680-talet. Bland de predikstolar han tillverkade märks de i Källunge kyrka 1707, Gothems kyrka 1709 och Stånga kyrka 1723.